# Association sportive montferrandaise (basket-ball)
Pour les articles homonymes, voir ASM et Association sportive montferrandaise.
L'AS Montferrand est un club français de basket-ball. Issu du club omnisports de l'AS Montferrand, il est basé dans la ville de Clermont-Ferrand. La section évolue désormais au niveau régional, depuis une fusion avec l'équipe de Chamalières.
La section féminine a elle aussi connue l'élite.

## Historique
Le club arrive en Division Nationale, le plus haut niveau du Championnat de France de Basketball, pour la saison 1951-1952. Premier de sa poule il est qualifié pour la finale du championnat de France où il est battu par l'ASVEL.
Henri Théron finira meilleur marqueur de la saison avec 288 points (Moy. 20,6).
Présent en Nationale jusqu'en 1958-1959, il ne pourra jamais rééditer cette performance. En 1954-1955, le club se qualifie pour la poule finale où il se classe 3e sur 4.
En 1959, il redescend en Division Excellence. Le club remonte 2 saisons en Nationale pour redescendre aussitôt (1962-1963 et 1964-1965).
En 10 saisons au plus haut niveau, le club a disputé 156 matchs pour un bilan de 74 victoires, 76 défaites et 6 nuls en saison régulière plus 1 victoire et 3 défaites en phase finale.

## Palmarès
- Vice-champion de France : 1952
- Vainqueur Coupe Gorce-Fournier : 1942

### Les finales de l'AS Montferrand
En championnat de France de première division
| Date de la finale | Vainqueur | Score   | Finaliste      | Lieu de la finale        |
| ----------------- | --------- | ------- | -------------- | ------------------------ |
| 29 mars 1952      | ASVEL     | 48 – 43 | AS Montferrand | Palais des Sports, Paris |

## Joueurs célèbres ou marquants
- Raoul Gouga
- Jacques Delors
- Raoul Bonnet
- Régis Théron
- Henri Théron
- Charles Tassin
- Pierre Galle